# Gößnitzwinkel
Gößnitzwinkel ist eine Streusiedlung in der Weststeiermark in der Marktgemeinde Maria Lankowitz im Bezirk Voitsberg, Steiermark.

## Ortsname und Geografie
Der Namensteil -winkel verweist auf das abseits gelegene Gebiet der Streusiedlung, westlich des Dorfes Gößnitz. Der Ortsname ist eine neuzeitliche Bezeichnung.
Gößnitzwinkel liegt im südwestlichen Teil der Marktgemeinde Maria Lankowitz, südwestlich des Hauptortes Maria Lankowitz, im Westen der Katastralgemeinde Gößnitz. Die Gebäude der Siedlung befinden sich auf den Erhebungen an den Ufern des Frei-Gößnitzbaches und des Rauschenbaches im Norden sowie des Puffingbachls im Süden. Südöstlich von Gößnitzwinkel liegt die Streusiedlung Hochgößnitz.

## Geschichte
Gößnitzwinkel entstand im 12. oder 13. Jahrhundert als späte hochmittelalterliche Rodungssiedlung und bestand ursprünglich aus Einzelhöfen, welche in Einödfluren lagen. Die Einwohner von Gößnitzwinkel gehörten bis 1848 zur Grundherrschaft von Gößnitz. Ab 1818 gehörte Gößnitzwinkel zum Werbbezirk der Herrschaft Lankowitz. Das Gebiet kam im Jahr 1850 bei der Konstituierung der freien Gemeinden zur eigenständigen Gemeinde Gößnitz und wurde zusammen mit dieser am 1. Jänner 2015 Teil der Marktgemeinde Maria Lankowitz.
Die erste Erwähnung von Gößnitzwinkel erfolgte im Ortsverzeichnis 1900, wo es als Ortschaftsbestandteil mit 16 Häusern und 123 Einwohnern ausgewiesen wurde. 
Beim Bauernhof mit dem Vulgonamen Edenbauer betrieb Thomas Kiedl eine Hausmühle, welche am 20. November 1906 durch ein Feuer zerstört wurde.